# Радіо «Домівка»
Ра́діо «Домі́вка» — громадське некомерційне інтернет-видання та вебрадіо. Радіопередачі ведуться українською мовою. Засноване 9 травня 2012 у Нью-Йорку (США).
Радіо виходить в онлайн-режимі о 21.00 за нью-йоркським часом.
Ідея організувати нове радіо виникла у молодих українців, котрі зараз мешкають у США. Це — Станіслав Демочко (онук відомого рухівця на Збаражчині Мирона Дикого), котрий народився у Збаражі та уродженець Львова — Юрій Баюрак та уродженець Тернополя — Ярослав Кошелевський.
Транслює український рок, ретро хіти, релакс, джаз і блюз.